# Ventricolografia cardiaca

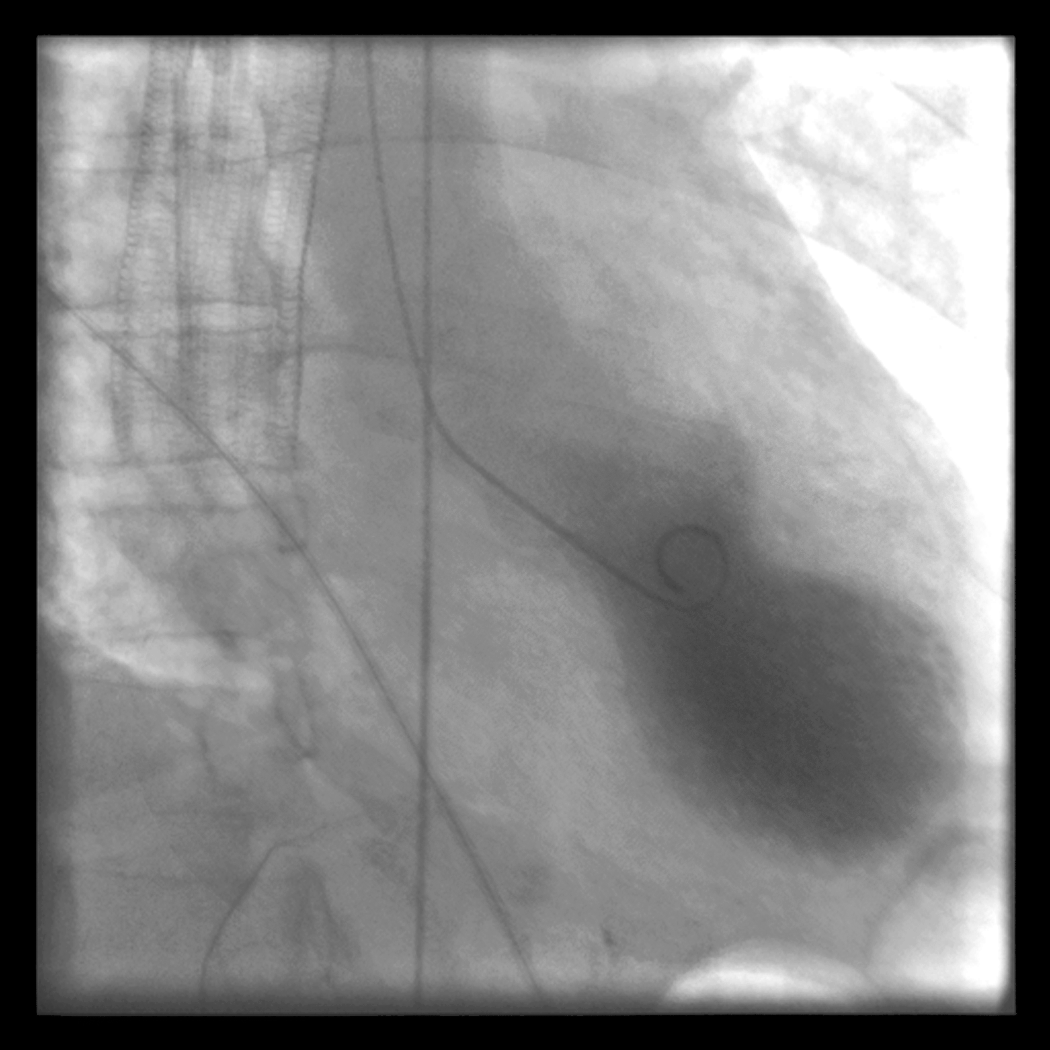
Ventricolografia sinistra durante la sistole: si evidenzia una cinesia apicale a palloncino con ipercinesia basale in un paziente affetto da cardiomiopatia di takotsubo.

La ventricolografia cardiaca è un esame diagnostico per immagini, di tipo invasivo, che in ambito medico viene utilizzato per determinare la funzione cardiaca del ventricolo destro, o più tipicamente, del ventricolo sinistro. La ventricolografia cardiaca comporta l'iniezione di mezzo di contrasto  attraverso un catetere nei ventricoli del cuore al fine di misurare il volume di sangue pompato. 
La ventricolografia può essere eseguita con un radionuclide nel corso di una ventricolagrafia con radionuclidi o con un mezzo di contrasto iodato nel corso di una cateterizzazione della camera cardiaca.
Le 3 principali misure che possono essere ottenute dall'esecuzione di una ventricolografia cardiaca sono:
1. Frazione di eiezione
2. Gittata sistolica (spesso definita con il termine inglese "stroke volume")
3. Gittata cardiaca

La ventricolografia cardiaca fornisce anche importanti informazioni inerenti alla cinesia ventricolare, ovvero sulla presenza di eventuali anormalità del movimento del ventricolo.

## Ventricolografia standard
La ventricolografia standard è generalmente associata ad una seduta di angiografia cardiaca.
Uno speciale "colorante" o mezzo di contrasto viene iniettato attraverso un piccolo catetere che viene inserito in una arteria di grandi dimensioni, in genere un'arteria nell'inguine (arteria femorale) o nel braccio (arteria brachiale).
Il catetere viene quindi fatto avanzare fino al cuore, e più precisamente fino al ventricolo (la camera cardiaca inferiore), più spesso il sinistro, quindi il mezzo di contrasto viene iniettato.
A seguito dell'iniezione di mezzo di contrasto diviene possibile la visualizzazione del ventricolo e delle sue contrazioni.
La procedura è stata sviluppata oltre 50 anni fa, per valutare la funzionalità cardiaca ed in particolare la "frazione di eiezione", ovvero la percentuale di sangue contenuto nel ventricolo, che viene pompata verso l'aorta con ogni battito cardiaco. Studi recenti hanno messo in evidenza che la ventricolografia sinistra è abitualmente eseguita, come procedura aggiuntiva, durante una coronarografia.
La procedura rimane in voga nonostante, nel corso degli anni, siano stati sviluppati diversi altri metodi meno invasivi e spesso qualitativamente superiori per calcolare la frazione di eiezione (ad esempio l'ecocardiogramma e le tecniche di imaging cardiaco nucleare, oppure la risonanza magnetica cardiovascolare), che avrebbero dovuto rendere l'uso della ventricolografia sinistra quanto meno discutibile.

## Ventricolografia con radionuclidi
La ventricolografia con radionuclidi è una forma di imaging nucleare, nella quale si ricorre ad una gamma camera per creare una immagine a seguito di iniezione di una piccola quantità di materiale radioattivo, solitamente il tecnezio-99m (99mTc).